# Konformní geometrie
Konformní geometrie je geometrický obor, který studuje transformace prostorů, které zachovávají úhly. Transformace, která zachovává úhly vektorů se nazývá konformní.
V reálné dimenzi dva konformní geometrie studuje geometrii Riemannových ploch. Obecněji jsou předmětem studia konformní geometrie tzv. konformní variety, což jsou hladké variety na kterých je definována třída metrik, které
se všechny liší jenom o násobek nezáporné skalární funkce. Díky tomu jsme na varietě schopny měřit úhly tečných vektorů. Speciálně každá Riemannova varieta určuje příslušnou konformní strukturu.

## Příklad
Komplexní rovina je příklad variety, na které umíme měřit úhly vektorů. Libovolná holomorfní anebo antiholomorfní funkce {\displaystyle f(z)} s nenulovou derivací je konformní transformace komplexní roviny.
Pokud komplexní rovinu kompaktifikujeme jedním bodem ({\displaystyle \infty }), dostáváme tzv. Riemannovu sféru. Jediné konformní transformace této kompaktifikované komplexní roviny jsou tzv. Möbiovy transformace
{\displaystyle z\rightarrow {\frac {az+b}{cz+d}}}
kde {\displaystyle ad-bc\neq 0}.